# Pyrrhorachis
Pyrrhorachis là một chi bướm đêm thuộc họ Geometridae.

## Các loài
- Pyrrhorachis augustata
- Pyrrhorachis caerulea
- Pyrrhorachis callicrossa
- Pyrrhorachis cornuta
- Pyrrhorachis cosmetocraspeda
- Pyrrhorachis deliciosa
- Pyrrhorachis exquisitata
- Pyrrhorachis marginata
- Pyrrhorachis pisochlora
- Pyrrhorachis punctata
- Pyrrhorachis pyrrhogona
- Pyrrhorachis rhodometopa
- Pyrrhorachis rhodoselas
- Pyrrhorachis ruficeps
- Pyrrhorachis subcornuta
- Pyrrhorachis subcrenulata
- Pyrrhorachis turgescens
- Pyrrhorachis viridescens
- Pyrrhorachis viridula
- Pyrrhorachis woodfordi